# Conus vicweei
Conus vicweei is een in zee levende slakkensoort uit het geslacht Conus. De slak behoort tot de familie Conidae. Conus vicweei werd in 1973 beschreven door Old. Net zoals alle soorten binnen het geslacht Conus zijn deze slakken roofzuchtig en giftig. Zij bezitten een harpoenachtige structuur waarmee ze hun prooi kunnen steken en verlammen.